# Балабекян, Арсен Арменович
Арсе́н Арме́нович Балабекя́н (арм. Արսեն Արմենի Բալաբեկյան; 24 ноября 1986, Ереван, Армянская ССР, СССР) — армянский футболист, нападающий.

## Клубная карьера
Начал свою профессиональную карьеру в абовянском «Котайке», за который провёл два полноценных сезона. В 2006 году «Котайк» был расформирован из-за финансовых проблем и Балабекян на правах свободного агента перешёл в «Бананц».
Дебютировал в составе клуба 15 апреля в игре против ереванского «Арарата», заменив на 68-й минуте Сергея Сизихина. А в следующем туре против «Ширака», заменив на 75-й минуте Самвела Мелконяна, Балабекян забил два мяча, тем самым открыв счёт своим голам в «Бананце». В чемпионатах 2007 и 2008 годах Балабекян становился лучшим бомбардиром в составе «Бананца» с 15 и 7 мячами соответственно. В межсезонье, перед чемпионатом 2011 года просматривался в белградской «Црвена Звезде». Не подойдя клубу вернулся в расположение своей команды. После прощального матча Артура Восканяна, состоявшегося 13 августа 2011 года, получил из его рук капитанскую повязку. С окончанием чемпионата закончился и контракт игрока с клубом. Без объяснения причин, руководство «Бананца» не стало продлевать трудовой договор с Балабекяном. Мнение самого Балабекяна основывается на средней оптимальности формы, из-за присутствия травм, которые мешали набрать нужную форму.
В начале 2012 года Балабекян перешёл в состав ереванского «Улисса». Срок соглашения с клубом рассчитан на 1.5 года.

## Карьера в сборной
Дебютировал 11 февраля 2009 года в составе сборной Армении в товарищеском матче против сборной Латвии. Матч проходил на Кипре и закончился со счётом 0:0.

## Достижения
«Бананц»
- Серебряный призёр чемпионата Армении: 2006, 2007, 2010
- Обладатель Кубка Армении: 2007
- Финалист Кубка Армении: 2008, 2009, 2010